# Eupithecia divertenta
Eupithecia divertenta es una especie de polilla de receinte descubrimiento perteneciente a la familia Geometridae. La especie fue descrita por primera vez por Mironov y Šumpich, habiendo sido descrita en 2022, con distribución en China. El holotipo fue descrito en Derge, provincia de Sichuan, a aproximadamente 3400 metros (11 154,9 pies) de altitud. El adulto tiene una envergadura de 24 milímetros (0,9 plg).